# Винна змія
Винна змія (Thelotornis) — рід африканських отруйних змій родини полозових (Colubridae). Описано 4 види. 
Інші назви: «сірі деревні змії», «гілкові змії», «пташині змії».

## Опис
Загальна довжина представників цього роду коливається від 1 до 1,75 м. Голова вузька, пласка, витягнута. Тулуб тонкий. Хвіст дуже довгий. Ці змії відносяться до задньоборознистих. Мають дуже довгі ікла. Очі невеликі, зіниці горизонтальні. Наділені бінокулярним зором. Забарвлення сіре або сіро-коричневе з численними поперечними світлими смугами або плями.

## Спосіб життя
Полюбляють тропічні ліси, садиби. Ведуть здебільшого деревний спосіб життя. Активні вночі. Харчуються птахами, ящірками, земноводними.
Отрута має гемотоксичну властивість, дуже небезпечна для людини.
Це яйцекладні змії. Самиці відкладають від 3 до 20 яєць.

## Поширення
Це ендеміки Африки.

## Види
- Thelotornis capensis
- Thelotornis kirtlandii
- Thelotornis mossambicanus
- Thelotornis usambaricus